# توثيق تمريضي
التمريض الوثائق هو سجل الرعاية التمريضية هذا هو المخطط و تسليمها إلى العملاء الأفراد من قبل الممرضين المؤهلين أو غيرها من مقدمي الرعاية تحت إشراف ممرضة مؤهلة. أنه يحتوي على معلومات وفقا خطوات العملية التمريضية. التمريض الوثائق الرئيسية السريرية مصدر المعلومات لتلبية القانونية والمهنية المتطلبات ،  و من أهم المكونات في الرعاية التمريضية. جودة التمريض الوثائق يلعب دورا حيويا في تقديم جودة الرعاية التمريضية الخدمات من خلال دعم تحسين التواصل بين مختلف أعضاء فريق الرعاية لتسهيل استمرارية الرعاية وسلامة العملاء.

## المحتوى

### القبول
نموذج القبول يوفر المعلومات الأساسية لوضع أسس لمزيد من التقييم التمريضي. فإنه عادةً ما يحتوي على بيانات عامة عن العميل مثل الاسم، الجنس، العمر، تاريخ الميلاد، العنوان، الاتصال، معلومات الهوية (ID) بالإضافة إلى بعض التفاصيل الوصفية مثل الحالة الاجتماعية أو المهنة أو غيرها من المعلومات الأساسية. استنادا إلى مختلف التمريض للرعاية متطلبات هذا النموذج قد سجل التاريخ العائلي الماضية التاريخ الطبي والتاريخ من هذا المرض و الحساسية (انظر الشكل 1).

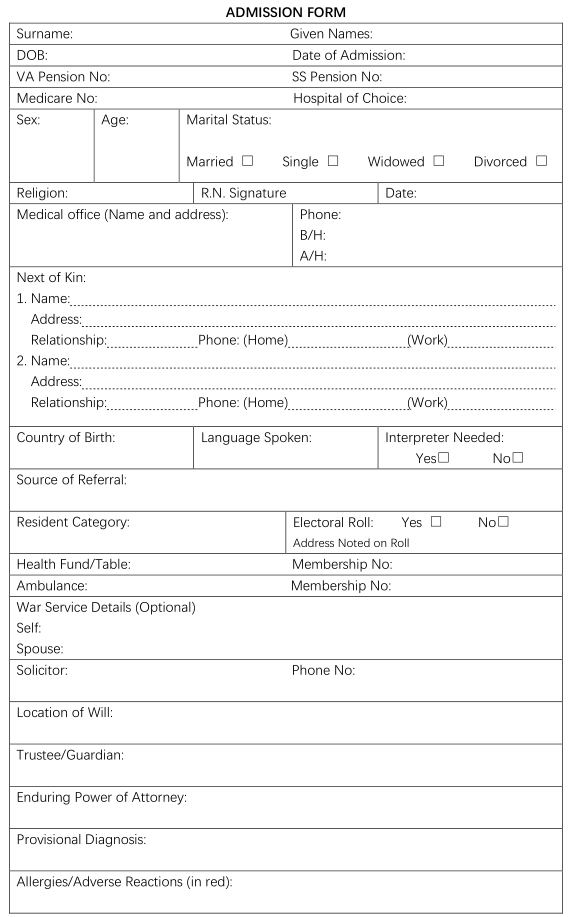
الشكل 1. عينة نموذج القبول على الاسترالية السكنية رعاية المسنين في المنزل.

### تقييم
وثائق التقييم التمريضي هو تسجيل عملية حول كيفية حكم وقدم لها العوامل ذات الصلة ، بالإضافة إلى نتيجة الحكم. يجعل عملية تقييم التمريض مرئية من خلال ما يرد في الوثائق المحتوى.
خلال تقييم التمريض ممرضة بشكل منهجي بجمع يتحقق وتحليلات يتصل الرعاية الصحية معلومات العميل إلى اشتقاق التمريض التشخيص و خطة فردية الرعاية التمريضية للعميل. كاملة ودقيقة التمريض التقييم يحدد دقة المراحل الأخرى من عملية التمريض.

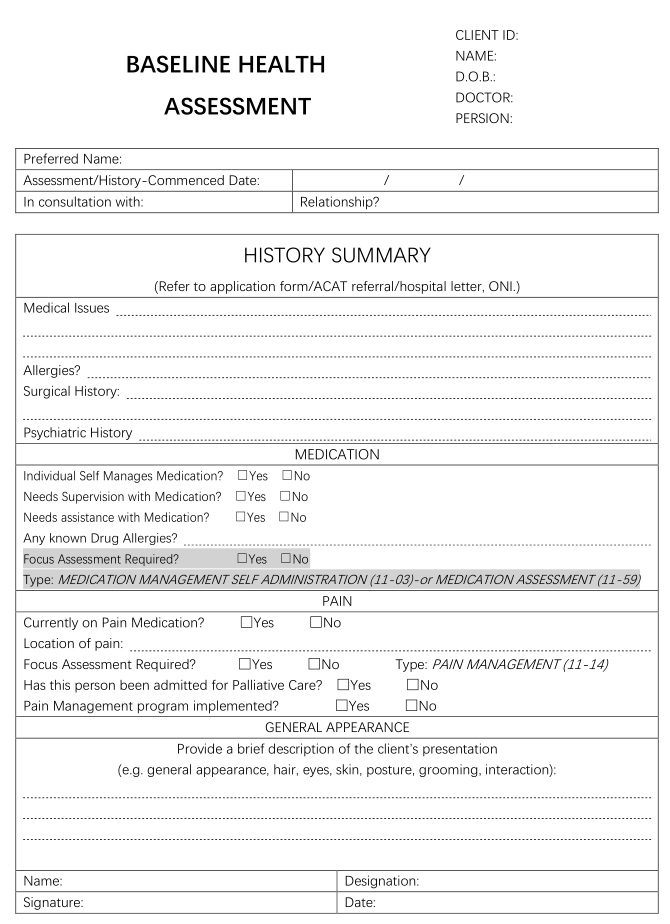
Figure 2-1. A sample nursing assessment form for an Australian residential aged care home.

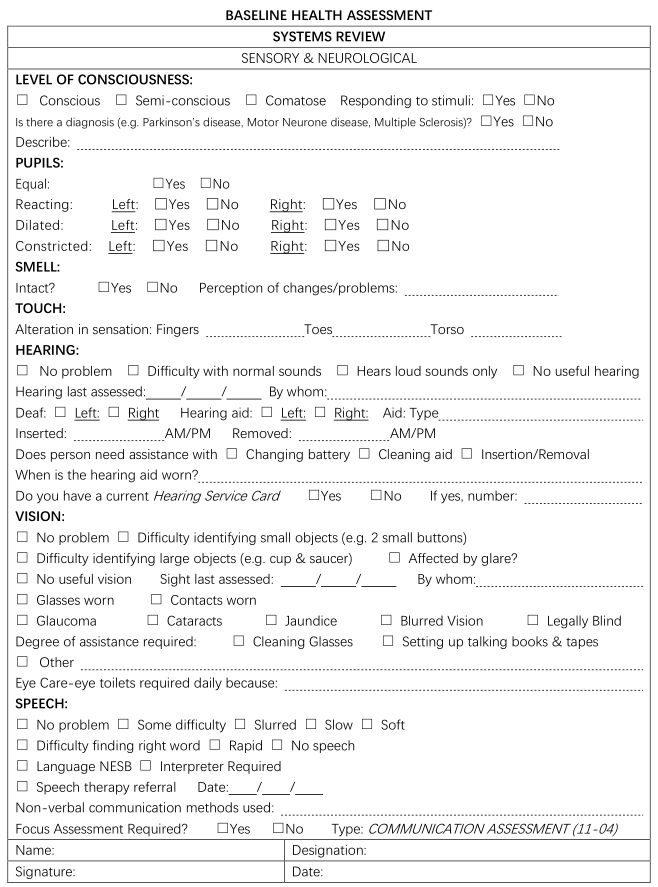
الشكل 2-2. عينة التمريض تقييم النموذج الأسترالي السكنية رعاية المسنين في المنزل

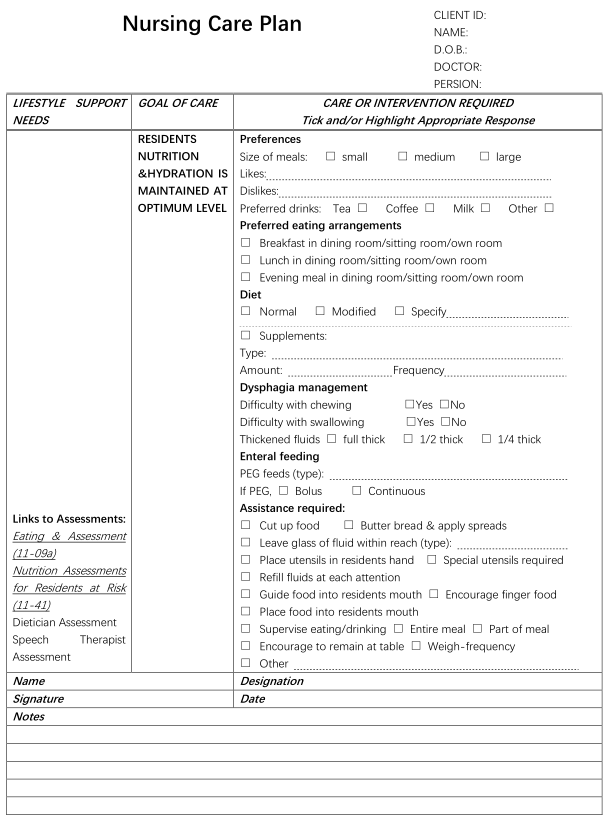
الشكل 3-3. مثال على خطة الرعاية التمريضية في استراليا السكنية رعاية المسنين في المنزل

على مذكرة تقدم هو سجل التمريض الإجراءات والملاحظات في الرعاية التمريضية. فإنه يساعد الممرضات لرصد ومراقبة مسار الرعاية التمريضية.

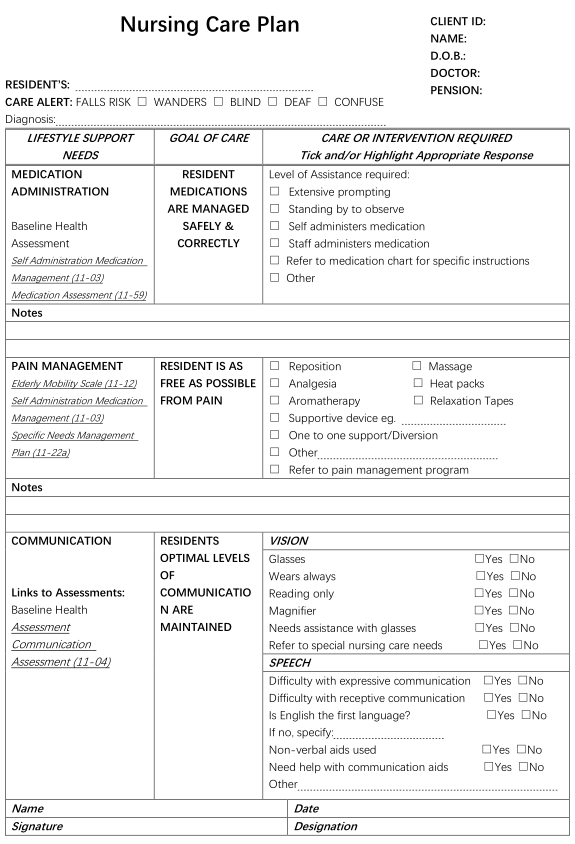
Figure 3-1. An example of a nursing care plan in an Australian residential aged care home.

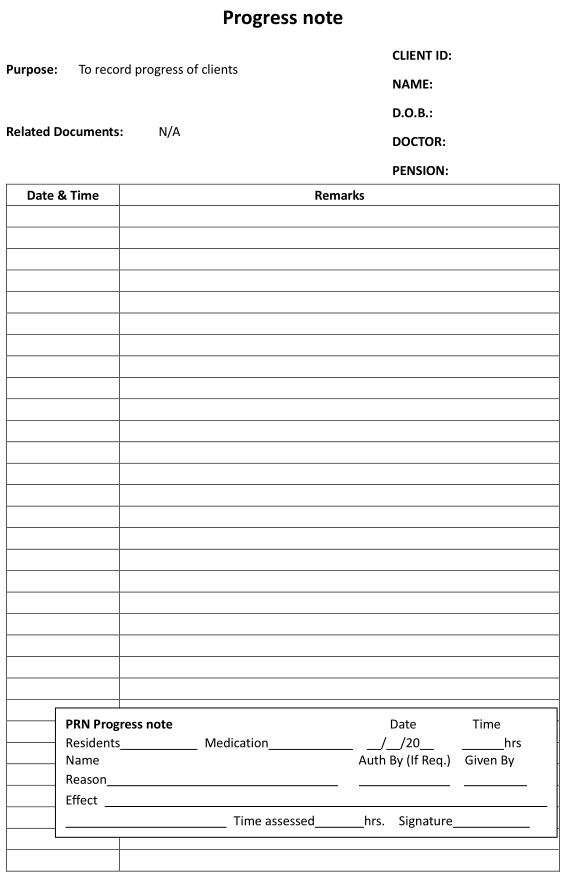
الشكل 4. نموذج مذكرة تقدم في استراليا السكنية رعاية المسنين في المنزل.

## تنسيق التسجيل

### الورقية التمريض الوثائق
الورقية التمريض الوثائق منذ عقود. العميل البيانات المسجلة في الوثائق الورقية. المعلومات الواردة في هذه الوثائق يجب أن تكون متكاملة عن معنى صنع في دار القرار.

### الإلكترونية التمريض الوثائق
الإلكترونية التمريض وثائق إلكترونية بصيغة التمريض الوثائق على نحو متزايد المستخدمة من قبل الممرضات[null . الإلكترونية التمريض الوثائق] أنظمة تم تنفيذها في مؤسسات الرعاية الصحية لجلب فوائد زيادة إمكانية الوصول إلى أكثر كاملة ودقيقة ومحدثة البيانات والحد من التكرار ، تحسين التواصل و تقديم خدمات الرعاية الصحية.
المستندات الورقية وقد وجد أن تكون أقل شأنا بالمقارنة مع الوثائق الإلكترونية. هذا بسبب طبيعة متأصلة ورقة يجري من الصعب تحديث للوقت في التسجيل. وهكذا ، فإن الوثائق غالبا ما تكون غير مقروءة المتكررة والمفقودين التوقيعات.

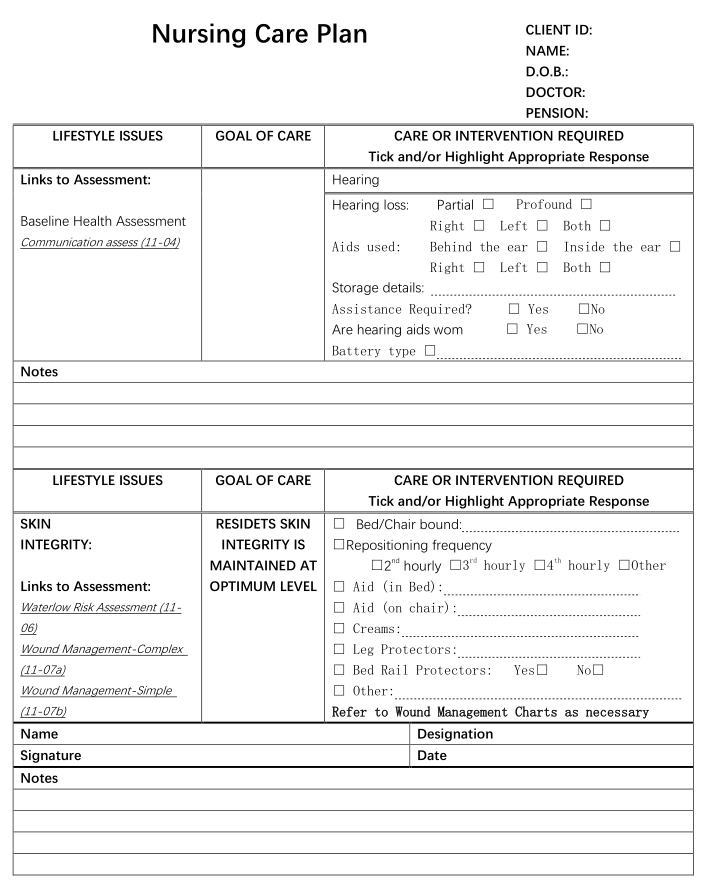
الشكل 3-2. مثال على خطة الرعاية التمريضية في استراليا السكنية رعاية المسنين في المنزل

الإلكترونية التمريض أنظمة التوثيق لديها القدرة على تحسين نوعية الوثائق هيكل وشكل ومعالجة المحتوى في المقارنة مع المستندات الورقية ، كما تبين في دراسة مقارنة الإلكترونية و الورقية التمريض أشكال القبول. ومع ذلك ، فإن التحسن في جودة الوثائق ليس بالضرورة أن يكون الناجمة عن إدخال الإلكترونية التمريض نظام وثائق محل المستندات الورقية. على سبيل المثال, Wang et al. أنه على الرغم الإلكترونية التمريض نموذج تقييم الواردة المزيد من توثيق نماذج التقييم التي تغطي مجموعة واسعة من سكان احتياجات الرعاية ، فإنها لم تؤدي بشكل أفضل من السابق [null ورقة التقييم على أساس أشكال ووفقا] معايير الجودة [null اكتمال] و في الوقت المناسب. وبالتالي مزيد من العمل على استخدام الوثائق الإلكترونية نظم التركيز على تحسين شكل التصميم و الاستخدام. هناك أيضا حاجة إلى تحسين الامتثال لمعايير من أجل تلبية العملاء بشكل أفضل'.